# Fabio Montale
Fabio Montale je francouzský krimicyklus, který se natáčel v roce 2001. V hlavní roli s Alainem Delonem. Seriál se odehrává v boji s marseilleským podsvětím. Režíroval ho José Pinheiro a je založen na trilogii, kterou napsal Jean-Claude Izzo.

## Obsazení
- Alain Delon - Fabio Montale
- Michel Albertini - Alex Narni
- Philippe Baronnet - Gianni Simeone
- Cédric Chevalme - Thierry Peyrol
- Andrée Damant - Norine
- Géraldine Danon - Pavie
- Jean-Claude Dauphin - Serge Bondy
- Eric Defosse - Loubet
- Alain-Fabien Delon - Thomas
- Arnoldo Foa - Don Gennaro Battisti

## Děj
Komisař Fabio Montale má již odejít do penze. Zločinci a vraždy jeho přátel ho však donutí ještě zůstat ve službě.